# Eporedorix
Eporedorix († nach 52 v. Chr.) war ein vornehmer Haeduer, der während Caesars Gallischem Krieg als junger Anführer einer starken Partei bei seinen Landsleuten 52 v. Chr. von Caesar abfiel. Dieser dürfte aber Eporedorix nach der Unterwerfung der Haeduer verziehen haben.

## Leben
52 v. Chr. organisierte der Arverner-Fürst Vercingetorix einen großen Aufstand zahlreicher gallischer Völkerschaften gegen Caesar. Die Haeduer waren zunächst mit Caesar verbündet, und auf dessen Wunsch hin nahmen Eporedorix und einer seiner politischen Rivalen, der adlige Haeduer Viridomarus, mit ihrer Kavallerie 52 v. Chr. am Feldzug der Römer gegen das von Vercingetorix verteidigte Gergovia teil. In einigem Abstand dahinter führte Litaviccus die Infanterietruppen der Haeduer nach, versuchte aber seine Soldaten durch die Behauptung, dass Caesar sowohl Eporedorix als auch Viridomarus wegen angeblichen Verrats habe hinrichten lassen, zum Wechsel auf die Seite des Vercingetorix zu veranlassen. Eporedorix erhielt davon Kenntnis und informierte seinerseits den römischen Feldherrn über Litaviccus’ Absichten, die so durchkreuzt wurden.
Nachdem Caesar vergeblich versucht hatte, Gergovia zu erobern, wiesen Eporedorix und Viridomarus den römischen Feldherrn auf neue Aktivitäten des Litaviccus hin und baten um ihre Entlassung, um angeblich ihre Landsleute vom Abfall von den Römern abzuhalten. Caesar misstraute ihnen zwar, ließ sie aber dennoch in ihre Heimat zurückkehren. In Noviodunum (heute Nevers) erhielten sie die Nachricht, dass Litaviccus in das Gebiet der Haeduer gereist war und in Bibracte den Vergobreten Convictolitavis sowie den Gemeinderat bewogen hatte, mit Vercingetorix in Bündnisverhandlungen einzutreten. Daraufhin stifteten Eporedorix und Viridomarus die Haeduer in Noviodunum an, die dortigen römischen Wachen und Kaufleute zu töten, den Ort niederzubrennen und die erbeuteten Gelder und Pferde unter sich zu verteilen. Die große Beute an Getreide vermochten die Haeduer nur teilweise auf der Loire wegzuschaffen, während sie den Rest im Fluss versenkten oder anzündeten. Ferner wurden die von Caesar gefangengehaltenen gallischen Geiseln befreit und nach Bibracte geschickt. In der Folge waren Eporedorix und Viridomarus aber darüber ungehalten, dass sie sich unter das Oberkommando des Vercingetorix stellen mussten.
Vercingetorix ernannte nun einen Bruder des Eporedorix zum Führer seiner Reiterei; und als er in Alesia von Caesar belagert wurde, fungierten Eporedorix und Viridomarus zusammen mit dem Arverner Vercassivellaunus, einem Vetter des Vercingetorix, sowie dem Atrebaten Commius als Oberbefehlshaber des großen keltischen Entsatzheeres, dessen Aufgabe es war, den römischen Belagerungsring um Alesia zu sprengen. Es wird aber nichts über die ernsthafte Beteiligung der beiden vornehmen Haeduer an den Kämpfen zur Befreiung Alesias berichtet. Nach der Unterwerfung ihres Volkes dürften sie die Begnadigung durch den siegreichen römischen Feldherrn erlangt haben. Eporedorix bekam wohl sogar durch Caesar das römische Bürgerrecht verliehen und nahm dessen Namen an, wie aus Inschriften zu schließen ist, die seine Nachfahren erwähnen.